# Estadio Villa Concha
El Estadio Villa Concha es un estadio de fútbol localizado en el municipio de Piedecuesta, Santander, Colombia. Fue inaugurado en 1981 y sometido en 2017 a una remodelación para ser reinaugurado el 28 de diciembre de 2019 y en él juega sus partidos como local el Real Santander de la Categoría Primera B del fútbol profesional colombiano. Cuenta con capacidad para 5.500 espectadores.
El Estadio Villa Concha de Piedecuesta fue construido a comienzos de los años 1980 por gestión del escritor y periodista deportivo Mike Forero Nougués, hijo ilustre de la ciudad, quién dio al escenario el nombre de "Villa Concha" en honor a su madre, la señora Concha Nougués de Forero. La capacitación inicial del escenario era de 2.300 espectadores y con grama natural. Junto a éste se encontraba, además, la piscina semiolímpica y el coliseo cubierto, aún existente, y los tres escenarios conformaban la Unidad Deportiva Villa Concha. El nuevo escenario deportivo fue construido en la misma zona del recinto original y su capacidad se amplió a 5.500 personas con tribunas techadas en occidental y oriental, cancha sintética, iluminación led de tercera categoría (no apta para fútbol profesional) y camerinos de primer nivel.  El estadio no ha sido terminado ya que se encuentra en  obra gris, sin pintura, sin palcos, sin cabinas de prensa, sin puestos  para cámaras de TV, sin sistema de sonido interno y algunas otras características requeridas en un escenario moderno para el fútbol profesional.   .